# Élections législatives burundaises de 2025
Les élections législatives burundaises de 2025 ont lieu le 5 juin 2025 afin de renouveler les membres de l'Assemblée nationale du Burundi. Des élections municipales sont organisées simultanément.
Le scrutin est remporté sans surprise par le parti au pouvoir, le Conseil national pour la défense de la démocratie-Forces de défense de la démocratie (CNDD-FDD) qui réunit 96,51 % des suffrages et l'intégralité des sièges à pourvoir. 

## Contexte

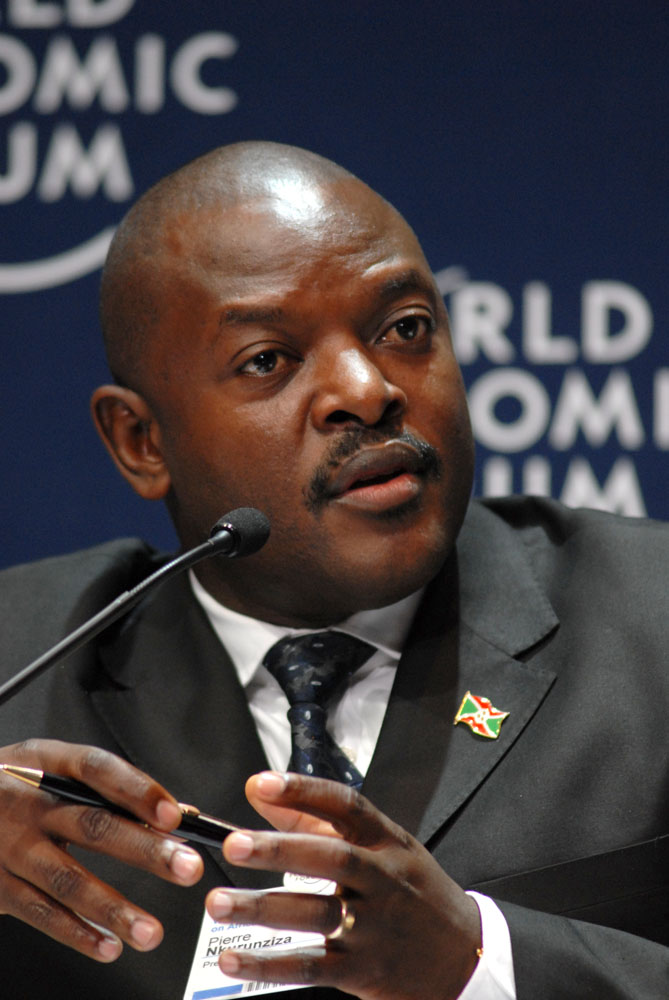
Pierre Nkurunziza.

Le 9 juin 2020, le gouvernement annonce la mort de Pierre Nkurunziza, survenue le 8 juin 2020 à l’hôpital du Cinquantenaire Natwe Turashoboye de Karuzi à la suite d'un « arrêt cardiaque » peu de temps avant la passation de pouvoir prévue pour le mois d'août. Le communiqué indique que cet arrêt cardiaque est consécutif à un malaise survenu le 6 juin. Pourtant, la veille, des sources gouvernementales avaient démenti les rumeurs sur son état de santé, tandis que des sources le disaient lui-même atteint du coronavirus SARS-CoV-2, et dans un état grave. Un deuil national de sept jours est décrété à partir du 9 juin. Les circonstances du décès du président sortant amènent de nombreux observateurs à avancer l'hypothèse d'une contagion par le coronavirus, que le gouvernement chercherait à cacher en raison de sa négation de la pandémie au cours des mois précédents,. Le 30 mai 2020, son épouse est évacuée vers le Kenya pour des raisons médicales, après avoir été infectée par le Covid-19,,.
Gouvernement et opposition sont en désaccord quant à la succession et à la suite des événements. Alors que le gouvernement planche sur une investiture anticipée de Ndayishimiye, l'opposition exige que le président de l'Assemblée nationale, Pascal Nyabenda, assure l'intérim et convoque un nouveau scrutin,. Le 11 juin, du fait que le pays se trouve dans une situation de transition constitutionnelle, le gouvernement et les deux vice-présidents saisissent la Cour constitutionnelle pour constater la vacance présidentielle et indiquer la marche à suivre. Dans les faits, un comité de crise, composé de généraux et de membres du parti au pouvoir, se réunit pour trancher la succession, entre une investiture rapide du président élu, un intérim jusqu'en août ou encore un intérim écourté. Le Soir affirme qu'en réalité, le président de l'Assemblée nationale et le président élu ont également été contaminés par le coronavirus.
Le 12 juin, la Cour constitutionnelle du Burundi estime qu'une période d'intérim n'est pas nécessaire, et ordonne d'investir « le plus rapidement possible » Évariste Ndayishimiye. La décision est largement attribuée au comité de crise. La vacance du pouvoir s'étend ainsi du 8 au 18 juin. La Cour constitutionnelle décide de ne pas recourir à une présidence par intérim du président de l'Assemblée, Pascal Nyabenda, comme pouvait le prévoir la Constitution, arguant de l'existence d'un président élu. La juridiction décide cependant d'avancer du 20 août au 18 juin la prise de fonction d'Évariste Ndayishimiye,.

## Système électoral

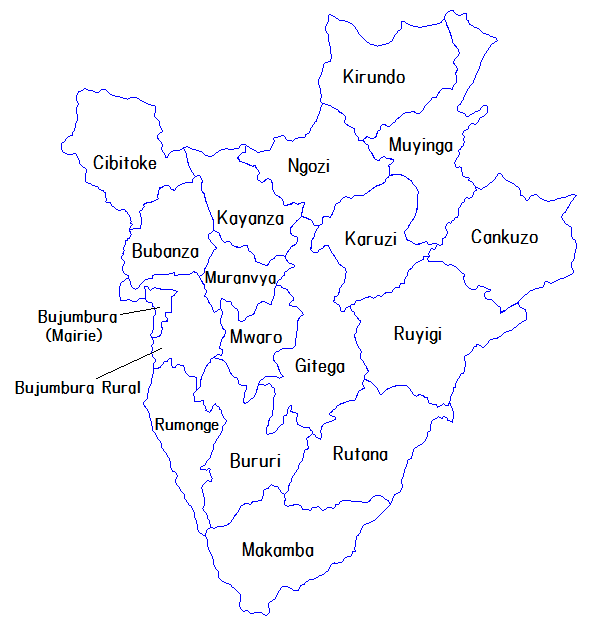
Provinces du Burundi.

L'Assemblée nationale est la chambre  basse du parlement bicaméral du Burundi. Elle est dotée d'un minimum de 100 sièges pourvus pour cinq ans au scrutin proportionnel dans 18 circonscriptions électorales plurinominales correspondant aux provinces du pays. La composition des listes est bloquée, avec pour trois noms successifs un maximum de deux hommes et de deux personnes du même groupe ethnique. 
Les sièges sont répartis selon la méthode d'Hondt à tous les partis ayant franchi le seuil électoral de 2 % des suffrages exprimés. Un nombre variable de députés supplémentaires s'ajoute à ce total de telle sorte que la répartition finale des membres de l'assemblée corresponde à un ratio 60-40 entre Hutus et Tutsis, auquel s'ajoute un quota de 30 % de femmes,. L'ensemble des membres cooptés sont choisis par la Commission électorale nationale indépendante (Céni) parmi les candidats non élus figurant sur les listes des partis ayant remporté au moins un siège au scrutin direct, en concertation avec ces derniers.
Enfin, trois membres de l’ethnie Twa sont cooptés par la Céni sur la base de liste présentées par leurs organisations représentatives reconnues, en tenant compte du sexe et de la répartition géographique,.

## Résultats
|                          |                                                                                 |                          |                          |                          |                          |         |        |               |  |
| Parti                    | Parti                                                                           | Voix                     | %                        | +/-                      | Sièges                   | Sièges  | Sièges | +/-           |  |
| Parti                    | Parti                                                                           | Voix                     | %                        | +/-                      | Élus                     | Cooptés | Total  | +/-           |  |
|                          | Conseil national pour la défense de la démocratie (CNDD–FDD)                    | 5 654 807                | 96,51                    | 25,53                    | 100                      | 8       | 108    | 22            |  |
|                          | Union pour le progrès national (UPRONA)                                         | 80 639                   | 1,38                     | 1,16                     | 0                        | 0       | 0      | 2             |  |
|                          | Congrès national pour la liberté (CNL)                                          | 34 267                   | 0,58                     | 22,83                    | 0                        | 0       | 0      | 32            |  |
|                          | Congrès pour la démocratie et le progrès (CDP)                                  | 22 299                   | 0,38                     | Nv                       | 0                        | 0       | 0      | en stagnation |  |
|                          | Coalition Burundi Bwa Bose (BBB)                                                | 12 936                   | 0,22                     | Nv                       | 0                        | 0       | 0      | en stagnation |  |
|                          | Fraternité des patriotes-Ineza (FPI)                                            | 3 974                    | 0,08                     | Nv                       | 0                        | 0       | 0      | en stagnation |  |
|                          | Parti monarchiste parlementaire (PMP)                                           | 3 813                    | 0,07                     | Nv                       | 0                        | 0       | 0      | en stagnation |  |
|                          | Alliance démocratique pour le renouveau (ADR-Imvugakuri)                        | 3 283                    | 0,06                     | Nv                       | 0                        | 0       | 0      | en stagnation |  |
|                          | Alliance pour la paix, la démocratie et la réconciliation (APDR)                | 2 996                    | 0,05                     | 0,10                     | 0                        | 0       | 0      | en stagnation |  |
|                          | Union pour la paix et la démocratie (UPD-Zigamibanga)                           | 2 858                    | 0,05                     | en stagnation            | 0                        | 0       | 0      | en stagnation |  |
|                          | Rassemblement national pour le changement (RANAC)                               | 2 705                    | 0,05                     | Nv                       | 0                        | 0       | 0      | en stagnation |  |
|                          | Parti libérateur du peuple Burundais (PALIPE-Agakiza)                           | 1 880                    | 0,03                     | Nv                       | 0                        | 0       | 0      | en stagnation |  |
|                          | Ralliement pour la démocratie et le développement économique et social (RADDES) | 1 742                    | 0,03                     | Nv                       | 0                        | 0       | 0      | en stagnation |  |
|                          | Forces nationales de libération (FNL)                                           | 1 362                    | 0,02                     | 0,40                     | 0                        | 0       | 0      | en stagnation |  |
|                          | Rassemblement des démocrates pour le développement au Burundi (RADEBU)          | 1 083                    | 0,02                     | Nv                       | 0                        | 0       | 0      | en stagnation |  |
|                          | Front populaire national-Imbonenza (FPN-Imbonenza)                              | 783                      | 0,01                     | 0,02                     | 0                        | 0       | 0      | en stagnation |  |
|                          | Parti pour la démocratie et la réconciliation (Sangwe-PADER)                    | 439                      | 0,01                     | 0,04                     | 0                        | 0       | 0      | en stagnation |  |
|                          | Alliance nationale pour le développement (AND-Intadohoka)                       | 439                      | 0,01                     | Nv                       | 0                        | 0       | 0      | en stagnation |  |
|                          | Parti libéral (PL)                                                              | 354                      | 0,01                     | Nv                       | 0                        | 0       | 0      | en stagnation |  |
|                          | Front de libération nationale (FROLINA)                                         | 186                      | 0,00                     | Nv                       | 0                        | 0       | 0      | en stagnation |  |
|                          | Kaze-Forces pour la Défense de la Démocratie (Kaze-FDD)                         | 181                      | 0,00                     | Nv                       | 0                        | 0       | 0      | en stagnation |  |
|                          | Indépendants                                                                    | 26 212                   | 0,45                     | 0,47                     | 0                        | 0       | 0      | en stagnation |  |
|                          | Sièges réservés aux Twas                                                        | Sièges réservés aux Twas | Sièges réservés aux Twas | Sièges réservés aux Twas | Sièges réservés aux Twas | 3       | 3      | en stagnation |  |
|                          |                                                                                 |                          |                          |                          |                          |         |        |               |  |
| Suffrages exprimés       | Suffrages exprimés                                                              | 5 859 238                | 98,54                    |                          |                          |         |        |               |  |
| Votes blancs             | Votes blancs                                                                    | 44 514                   | 0,75                     |                          |                          |         |        |               |  |
| Votes nuls               | Votes nuls                                                                      | 42 117                   | 0,71                     |                          |                          |         |        |               |  |
| Total                    | Total                                                                           | 5 945 869                | 100                      | –                        | 100                      | 11      | 111    | 12            |  |
| Abstentions              | Abstentions                                                                     | 67 629                   | 1,12                     |                          |                          |         |        |               |  |
| Inscrits / participation | Inscrits / participation                                                        | 6 013 498                | 98,88                    |                          |                          |         |        |               |  |

## Analyse et conséquences
Human Rights Watch dénonce « du harcèlement, des passages à tabac, mais aussi des arrestations arbitraires, des disparitions forcées, des meurtres » à l'encontre des membres de l'opposition, ainsi qu'un gouvernement qui ne tolère aucune opposition réelle.
Les résultats provisoires rendus publics le 11 juin voient la victoire du Conseil national pour la défense de la démocratie – Forces de défense de la démocratie (CNDD-FDD), qui réunit 96 % des voix. Olivier Nkurunziza, secrétaire général de l'Union pour le progrès national (UPRONA) — arrivé en deuxième position avec 1,3 % — rejette les résultats, qu'il dénonce en les qualifiant de « fantaisistes » et le scrutin de « truqué ». Les autres partis dénoncent de graves irrégularités et la volonté d'instaurer un parti unique au Burundi. Le 20 juin, la Cour constitutionnelle valide les résultats du scrutin et rejette les recours formés par l'opposition.